# Galela (lud)

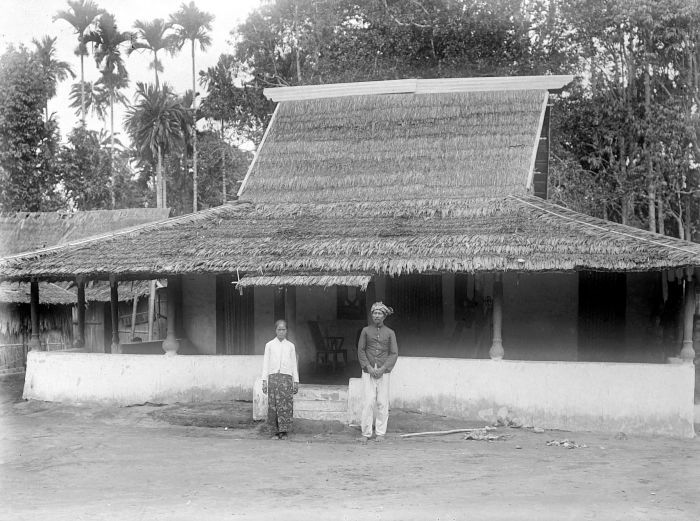
Dom sengaji, tradycyjnego władcy Galela

Galela – indonezyjska grupa etniczna zamieszkująca prowincję Moluki Północne, a przede wszystkim wyspę Halmahera (region Galela). Osiedlili się także na pobliskich wyspach: Morotai, Bacan i w archipelagu Obi. Według danych szacunkowych z 2015 r. ich populacja wynosi 110 tys. osób. Należą do ludów północnohalmaherskich (niebędących Austronezyjczykami) oraz są jedną z najliczniejszych grup etnicznych Halmahery.
Posługują się językiem galela z rodziny języków północnohalmaherskich, a także lokalnym malajskim i indonezyjskim. Malajski bywa przyswajany jako pierwszy język. W większości wyznają islam w odmianie sunnickiej, lecz są wśród nich również protestanci. Islam przyjęli pod wpływem ludu Ternate (XVII–XVIII w.), a chrześcijaństwo było szerzone przez holenderskich misjonarzy (od XIX w.). Miejscowość Duma jest zamieszkiwana przez wyznawców protestantyzmu.
Rodzime wierzenia Galela czerpią zarówno z animizmu, jak i kultury islamu. Elementy tradycyjnych wierzeń i praktyk (wiara w duchy, pozostałości szamanizmu, rytuały lecznicze) występują do dziś, aczkolwiek są już w zaniku u młodszego pokolenia. Istnieje wiara w niewidzialne istoty ludzkie Moro, zamieszkujące region Halmahery i Morotai.
Pod względem językowym są blisko spokrewnieni z ludem Tobelo. Języki (bądź dialekty) grup Tobelo i Galela są częściowo wzajemnie zrozumiałe; wchodzą ze sobą w kontakt. Język galela (z fyli zachodniopapuaskiej) został dość dokładnie opisany przez misjonarzy, jako pierwszy spośród etnolektów północno-wschodniej Halmahery. Choć rozstrzygnięcia lingwistyczne umiejscawiają ich wśród użytkowników języków papuaskich, to czynniki kulturowe i fizyczne wiążą tę grupę z ludami austronezyjskimi, potwierdzają to również badania genetyczne.
Ich tradycyjne zajęcia to: rolnictwo (banany, ryż suchy, maniok, bataty, taro, ignamy, proso, rośliny strączkowe), wydobycie sago, rybołówstwo i łowiectwo oraz produkcja kopry. Do końca XIX wieku wielu członków ludu Galela zajmowało się handlem morskim i piractwem. Cechują się wysoką mobilnością zamieszkania. Podstawę organizacji społecznej stanowi społeczność sąsiedzka. Ludność Galela, podobnie jak Tobelo, zamieszkuje dziś różne regiony północnych Moluków. Ze względu na długookresowe kontakty handlowe prawie wszyscy mają znajomość innych języków, poza swoim etnicznym. Zdarzają się małżeństwa mieszane.
Mieszkańcy południowej części Morotai, również używający języka galela, identyfikują się na podstawie lokalizacji geograficznej (w jęz. indonez. – jako orang Morotai zamiast orang Galela). Bliski związek językowy łączy Galela z ludem Loloda. Południowa grupa Loloda posługuje się wręcz wariantem językiem galela (bądź bardzo podobnym językiem), przy czym lokalnie używa się nazwy „Loloda” bądź „Laba”. Ludność wsi Lemo-Lemo, wywodząca się z ludu Galela, posługuje się przede wszystkim językiem ternate, który zdominował większość domen komunikacji.
Za sprawą działalności badawczej misjonarzy na przełomie XIX i XX w. kultura Galela została dość szczegółowo opisana w kolonialnych źródłach holenderskich.